# Zonsverduisteringen van 2011 t/m 2020
De periode 2011 t/m 2020 bevat 24 zonsverduisteringen. Deze zijn onderverdeeld in de volgende typen:
- 6 totale
- 7 ringvormige
- 1 hybride
- 10 gedeeltelijke

## Overzicht
Onderstaand overzicht bevat alle details van deze zonsverduisteringen.
| Datum        | UTC op Max | Type         | Stijl                         | Saros nr | Magni- tude | Lengte op Max | Regio's in het gehele eclipsgebied                                                                | Regio's met het eclipspad                  |
| ------------ | ---------- | ------------ | ----------------------------- | -------- | ----------- | ------------- | ------------------------------------------------------------------------------------------------- | ------------------------------------------ |
| 4 jan. 2011  | 08:51:42   | gedeeltelijk |                               | 151      | 0.858       | -             | Europa, Afrika, Centraal-Azië                                                                     |                                            |
| 1 juni 2011  | 21:17:18   | gedeeltelijk |                               | 118      | 0.601       | -             | Oostelijk Azië, Noordelijk Noord-Amerika, IJsland                                                 |                                            |
| 1 juli 2011  | 08:39:30   | gedeeltelijk | eerste eclips Sarosserie      | 156      | 0.097       | -             | Zuidelijke Indische Oceaan                                                                        |                                            |
| 25 nov. 2011 | 06:21:24   | gedeeltelijk |                               | 123      | 0.905       | -             | Zuidelijk Afrika, zuidpoolgebied, Tasmanië, Nieuw-Zeeland                                         |                                            |
| 20 mei 2012  | 23:53:53   | ringvormig   | centraal                      | 128      | 0.944       | 05m46s        | Azië, Stille Oceaan, Noord-Amerika                                                                | China, Japan, Westelijk VS                 |
| 13 nov. 2012 | 22:12:55   | totaal       | centraal                      | 133      | 1.050       | 04m02s        | Noordelijk Australië, Zuidelijk Stille Oceaan, Zuidelijk Zuid-Amerika                             | Australië, Nieuw-Zeeland                   |
| 10 mei 2013  | 00:26:20   | ringvormig   | centraal                      | 138      | 0.954       | 06m03s        | Noordelijk Australië, Centraal Stille Oceaan                                                      | Australië, Nieuw-Zeeland, Salomonseilanden |
| 3 nov. 2013  | 12:47:36   | hybride      | typevolgorde A-T              | 143      | 1.016       | 01m40s        | Oostelijk Noord-Amerika, Zuid-Amerika, Zuidelijk Europa, Centraal Afrika, Atlantische Oceaan      |                                            |
| 29 apr. 2014 | 06:04:32   | ringvormig   | niet Centraal geen zuiddgrens | 148      | 0.987       | -             | Zuidelijk India, Australië, zuidpoolgebied                                                        |                                            |
| 23 okt. 2014 | 21:45:39   | gedeeltelijk |                               | 153      | 0.811       | -             | Noordelijke Stille Oceaan, Noord-Amerika                                                          |                                            |
| 20 mrt. 2015 | 09:46:47   | totaal       | centraal                      | 120      | 1.045       | 02m47s        | Noordelijke Atlantische Oceaan, Europa, Noordelijk Afrika, Noordelijk Azië                        | IJsland, Faeröereilanden, Spitsbergen      |
| 13 sep. 2015 | 06:55:19   | gedeeltelijk |                               | 125      | 0.788       | -             | Zuidelijk Afrika, Zuidelijk India, zuidpoolgebied                                                 |                                            |
| 9 mrt. 2016  | 01:58:19   | totaal       | centraal                      | 130      | 1.045       | 04m09s        | Oostelijk Azië, Australië, Stille Oceaan                                                          | Sumatra, Borneo, Sulawesi, Molukken        |
| 1 sep. 2016  | 09:08:02   | ringvormig   | centraal                      | 135      | 0.974       | 03m06s        | Afrika, Atlantische Oceaan, Centraal Afrika, Indische Oceaan                                      | Madagaskar, India                          |
| 26 feb. 2017 | 14:54:32   | ringvormig   | centraal                      | 140      | 0.992       | 00m44s        | Zuidelijk Zuid-Amerika, Atlantische Oceaan, Afrika, zuidpoolgebied                                | Chili, Argentinië                          |
| 21 aug. 2017 | 18:26:40   | totaal       | centraal                      | 145      | 1.031       | 02m40s        | Noord-Amerika, Noordelijk Zuid-Amerika, Noordelijke Stille Oceaan, Zuidelijke Atlantische Oceaan  | VS                                         |
| 15 feb. 2018 | 20:52:33   | gedeeltelijk |                               | 150      | 0.599       | -             | zuidpoolgebied, Zuidelijk Zuid-Amerika                                                            |                                            |
| 13 juli 2018 | 03:02:16   | gedeeltelijk |                               | 117      | 0.336       | -             | Zuidelijk Australië                                                                               |                                            |
| 11 aug. 2018 | 09:47:28   | gedeeltelijk |                               | 155      | 0.737       | -             | Noordelijk Europa, Noordoostelijk Azië                                                            |                                            |
| 6 jan. 2019  | 01:42:38   | gedeeltelijk |                               | 122      | 0.715       | -             | Noordoostelijk Azië, Noordelijke Stille Oceaan                                                    |                                            |
| 2 juli 2019  | 19:24:07   | totaal       | centraal                      | 127      | 1.046       | 04m33s        | Zuidelijke Stille Oceaan, Zuid-Amerika                                                            | Chili, Argentinië                          |
| 26 dec. 2019 | 05:18:53   | ringvormig   | centraal                      | 132      | 0.970       | 03m39s        | Azië, Australië                                                                                   | Saoedi-Arabië, India, Sumatra, Borneo      |
| 21 juni 2020 | 06:41:15   | ringvormig   | middelste eclips Sarosserie   | 137      | 0.994       | 00m38s        | Noordoostelijk Afrika, Centraal Afrika, Zuidelijk Azië, Zuidoostelijk Europa, Azië, Stille Oceaan | China                                      |
| 14 dec. 2020 | 16:14:39   | totaal       | centraal                      | 142      | 1.025       | 02m10s        | Zuidelijke Stille Oceaan, Zuidelijke Atlantische Oceaan, Zuidelijk Zuid-Amerika, zuidpoolgebied   | Chili, Argentinië                          |

### Legenda
| Kolomhoofd                         | Uitleg                                                                                                |
| ---------------------------------- | --- |
| Datum                              | Datum op het moment van het maximum van de eclips                                                     |
| UTC op Max                         | Tijd in UTC op het moment van het maximum van de eclips                                               |
| Type                               | Type van de eclips                                                                                    |
| Stijl                              | Binnen een type zijn verschillende stijlen mogelijk                                                   |
| Sarosnr                            | Het nr van de sarosreeks waartoe de eclips behoort                                                    |
| Magnitude                          | Percentage van verduistering van de middellijn van de zon op het moment van het maximum van de eclips |
| Lengte op Max                      | Tijdsduur van de eclips op de plek met het maximum                                                    |
| Regio's in het gehele eclipsgebied | Gebieden waar de eclips of een gedeelte ervan te zien is                                              |
| Landen met het eclipspad           | Landen waar de eclips totaal of ringvormig te zien is                                                 |